# Anisomys imitator
Anisomys imitator is een knaagdier uit de onderfamilie muizen en ratten van de Oude Wereld (Murinae) dat voorkomt op Nieuw-Guinea. Het is de enige soort van het geslacht Anisomys, dat waarschijnlijk het nauwst verwant is aan de geslachten Pogonomys, Hyomys, Mallomys en Mammelomys (Pogonomys-divisie van Musser & Carleton, 2005). Het dier is nergens erg algemeen, maar schijnt het meeste voor te komen in de middelgebergtezone. Het is tot op 3500 m hoogte gevangen.
Dit dier heeft het unieke kenmerk dat de bovenvoortanden veel breder zijn dan de ondervoortanden, die heel smal zijn. Voor de rest lijkt het zeer veel op dieren als Xenuromys barbatus en de mozaïekstaartrat (Uromys caudimaculatus), maar daarvan verschilt het doordat de staart veel hariger is. De kop-romplengte bedraagt 215 tot 285 mm, de staartlengte 285 tot 359 mm, de achtervoetlengte 58 tot 66 mm, de oorlengte 16 tot 26,3 mm en het gewicht 388 tot 580 gram. Vrouwtjes hebben 1+2=6 mammae.
Waarschijnlijk eet dit dier zacht voedsel met een harde schaal, zoals de vreemde voortanden en de slecht ontwikkelde kiezen suggereren. Een voorbeeld daarvan zijn noten van Pandanus-bomen (waaronder Pandanus antaresensis), die veel voorkomen op Nieuw-Guinea. Ook eet het noten en fruit van Garcinia-, Ficus-, Antocarpus- en Elaeocarpus-soorten. Het maakt een nest in dichte begroeiing. Door de Telefol (Sandaun Province) wordt het "apsal" genoemd, door de Kalam (Madang Province) "kmn gwdls" [sic]. In 1984 is in de Telefomin-vallei een hermafrodiet exemplaar gevangen, dat zowel testikels als een vagina had.